# Чумаков, Виктор Трофимович
Ви́ктор Трофи́мович Чумако́в (25 августа 1932, село Черепаново, Покровский район, Средневолжский край — 17 ноября 2012, Москва) — российский писатель, публицист, общественный деятель, «главный ёфикатор России и постсоветского пространства», председатель Союза ёфикаторов России, член Межведомственной комиссии по русскому языку при Правительстве Российской Федерации, член Союза писателей России, консультант, редактор и многолетний автор журнала «Народное образование».

## Биография
Родился 25 августа 1932 года в селе Черепаново Покровского района Средневолжского края (ныне Новосергиевский район, Оренбургская область; до революции эти края входили в Оренбургскую губернию) в семье землероба, члена ВКП(б) с 1919 года Трофима Никифоровича Чумакова
В 1951 году окончил Первой мужской средней школе им. В. И. Ленина (ныне классическая гимназия № 1 города Ульяновска) в Ульяновске с золотой медалью, после чего поступил на гидроэнергетический факультет Московского энергетического института, который успешно закончил в 1957 году.
Более 30 лет проработал в организациях Министерства энергетики и электрификации, принимал участие в строительстве крупнейших ГЭС в СССР и за рубежом, в том числе Кайраккумской, Асуанской (Египет) и Евфратской ГЭС (Сирия).
Свободное время посвящал писательству. Тогда были написаны его повести «Гимн» и «Лицемерие». Параллельно занимался проблемами диакритики русского письма, активно отстаивал возвращение буквы «ё» в печать.
В 1990-е годы начинает регулярно выступать в периодической печати, с 1997 года тесно сотрудничает со старейшим журналом России «Народное образование», публикует статьи, посвященные проблемам диакритики, истории России, русской литературы. Работал совместно c кандидатом исторических наук Е. В. Пчеловым.
C декабря 1998 года — член Общества любителей российской словесности.
В 2001 году принят в Союз писателей России.
В октябре 2002 года организовал «Первую всемирную выставку Ёфикации», имевшую в экспозиции более 700 предметов. Выставка проработала почти 2 года.
Выступил инициатором составления словарика «На ё кончается». В феврале 2003 года список из 147 слов был составлен с помощью кандидата исторических наук Е. В. Пчелова и других энтузиастов ёфикации России и постсоветского пространства и опубликован в Интернете.
Летом 2004 года организовал и возглавил Союз ёфикаторов России, добивающийся введение буквы «ё» в обязательное употребление в современном письменном русском языке.
В марте 2005 года награждён медалью «50 лет Московской городской организации Союза писателей России».
В 2005 в издательстве «Народное образование» вышла книга «Вместо „ё“ печатать „е“ — ошибка!». В это издание включены словари употребления буквы «ё» в именах нарицательных и собственных.
Как писал Арсений Замостьянов в 2006 году:

В агитации за букву «ё» Чумаков азартен и изобретателен. Весь свой природный артистизм он употребляет на благо седьмой буквы нашего алфавита. И газеты пестрят фотографиями Виктора Чумакова в широкополой шляпе и с броскими эпатажными заголовками: «Ё-моё, верните букву „ё“!». Почтенные профессора кривят рты, а Виктор Трофимович улыбается: главное — приучить публику к тому, что буква «ё» существует. Вот уже и телевидение не избегает несчастной буквы в титрах, и сотни книг выходят в ёфицированном варианте.

Виктор Трофимович пожертвовал самой большой комнатой своей квартиры на Стрелецкой улице для выставки ёфикации. На бесплатную выставку приглашались все желающие. Это мероприятие поразило москвичей силой бескорыстного энтузиазма и стало важной победой ёфикатора. Сотни экспонатов — книги, газеты, этикетки, игрушки, любопытные фотоснимки и всевозможные вещицы, связанные с буквой «ё», были представлены гостям выставки. Целый год Виктор Чумаков принимал гостей, пополняя свою коллекцию. Не забывал он и о школьниках, нанося визиты в школы Москвы и Подмосковья.
27 июня 2006 года приказом Министра образования и науки введён в состав Межведомственной комиссии по русскому языку. К её выездному заседанию 13 апреля 2007 года он подготовил вопрос об обязательном употреблении буквы «ё» в именах собственных. По этому поводу 3 мая 2007 года вышло специальное распоряжение Министра № АФ-159/03.

## Публикации
- От Юрия Долгорукого… 850 лет… до Бориса Ельцина: опыт исторического справочника М., 1993
- Правители России от Юрия Долгорукого до наших дней : Справ. по истории России. — М. : Сполохи, 1997. — 239 с. — ISBN 5-87125-013-0 (совм. с Е. В. Пчеловым)
  - Правители России от Юрия Долгорукого до наших дней: справочник по истории России. — 2. изд., доп. — Москва : Сполохи, 1998. — 239 с. — ISBN 5-87125-013-0
  - Правители России от Юрия Долгорукого до наших дней : Ежегод. справ. по истории России. — 3. изд., испр. и доп. — М. : Грантъ, 1999. — 278 с. — ISBN 5-89135-090-4
  - Правители России от Юрия Долгорукого до наших дней : Справ. по истории России. — 4. изд., испр. и доп. — М. : Грантъ, 2000. — 293 с. — ISBN 5-89135-140-4
- Два века русской буквы Ё : История и словарь. — М. : Нар. образование, 2000. — 247 с. — ISBN 5-87953-137-6 (совм. с Е. В. Пчеловым)
- Народное образование России. — М., 2001
- Гимн. Лицемерие. Юбилей-50. — М., 2001
- Старейший журнал России. — М.: Народное образование, 2003. — 336 c. — ISBN 5-87953-176-7. (в соавторстве А. А. Замостьяновым)
- Ё в имени твоём. — М. : Нар. образование, 2004. — 151 с. — ISBN 5-87953-192-9
- Вместо «ё» печатать «е» — ошибка! — М.: «Народное образование», 2005
- Употребление буквы Ё : словарь-справочник : около 20000 слов: [словари и статьи]. — 2-е изд. кн. «Вместо ё печатать е — ошибка!». — Москва : Нар. образование, 2009. — 366 с. — ISBN 978-5-87953-258-6
- Юбилей-80 в 2012 году. Повести, рассказы, публицистика. — М.: Народное образование, 2011. — 448 с. — 500 экз.
- Правители России от Рюрика до наших дней. — М.: Махаон, Азбука — Аттикус, 2011. — 320 с.: ил. — 5000 экз. (совм. с Е. В. Пчеловым)